# Dracula platycrater
Dracula platycrater là một loài thực vật có hoa trong họ Lan. Loài này được (Rchb.f.) Luer mô tả khoa học đầu tiên năm 1978.